# Eigen schuld
Eigen schuld is een nummer van de Belgische zanger Metejoor. Het nummer werd uitgebracht in september 2023. Eigen schuld werd de derde nummer 1-hit van Metejoor in Vlaanderen. Het nummer kwam meteen binnen op 1 in de Ultratop, nadat het Q-Topschijf, en MNM Big Hit was op de Belgische radiozenders Q-music & MNM. Lyrisch gaat het nummer over de relatiebreuk met zijn ex-vriendin.

## Hitlijsten

### Ultratop 50 Vlaanderen
| Eigen schuld in de Ultratop 50 - 01-10-2023 - 27-04-2024 | Eigen schuld in de Ultratop 50 - 01-10-2023 - 27-04-2024 | Eigen schuld in de Ultratop 50 - 01-10-2023 - 27-04-2024 | Eigen schuld in de Ultratop 50 - 01-10-2023 - 27-04-2024 | Eigen schuld in de Ultratop 50 - 01-10-2023 - 27-04-2024 | Eigen schuld in de Ultratop 50 - 01-10-2023 - 27-04-2024 | Eigen schuld in de Ultratop 50 - 01-10-2023 - 27-04-2024 | Eigen schuld in de Ultratop 50 - 01-10-2023 - 27-04-2024 | Eigen schuld in de Ultratop 50 - 01-10-2023 - 27-04-2024 | Eigen schuld in de Ultratop 50 - 01-10-2023 - 27-04-2024 | Eigen schuld in de Ultratop 50 - 01-10-2023 - 27-04-2024 | Eigen schuld in de Ultratop 50 - 01-10-2023 - 27-04-2024 | Eigen schuld in de Ultratop 50 - 01-10-2023 - 27-04-2024 | Eigen schuld in de Ultratop 50 - 01-10-2023 - 27-04-2024 | Eigen schuld in de Ultratop 50 - 01-10-2023 - 27-04-2024 | Eigen schuld in de Ultratop 50 - 01-10-2023 - 27-04-2024 | Eigen schuld in de Ultratop 50 - 01-10-2023 - 27-04-2024 | Eigen schuld in de Ultratop 50 - 01-10-2023 - 27-04-2024 |
| Week                                                     | 1                                                        | 2                                                        | 3                                                        | 4                                                        | 5                                                        | 6                                                        | 7                                                        | 8                                                        | 9                                                        | 10                                                       | 11                                                       | 12                                                       | 13                                                       | 14                                                       | 15                                                       | 16                                                       |                                                          |
| -------------------------------------------------------- | -------------------------------------------------------- | -------------------------------------------------------- | -------------------------------------------------------- | -------------------------------------------------------- | -------------------------------------------------------- | -------------------------------------------------------- | -------------------------------------------------------- | -------------------------------------------------------- | -------------------------------------------------------- | -------------------------------------------------------- | -------------------------------------------------------- | -------------------------------------------------------- | -------------------------------------------------------- | -------------------------------------------------------- | -------------------------------------------------------- | -------------------------------------------------------- | -------------------------------------------------------- |
| Nummer                                                   | 1                                                        | 1                                                        | 2                                                        | 2                                                        | 2                                                        | 7                                                        | 1                                                        | 3                                                        | 6                                                        | 7                                                        | 3                                                        | 8                                                        | 8                                                        | 16                                                       | 14                                                       | 7                                                        |                                                          |
| Week                                                     | 17                                                       | 18                                                       | 19                                                       | 20                                                       | 21                                                       | 22                                                       | 23                                                       | 24                                                       | 25                                                       | 26                                                       | 27                                                       | 28                                                       | 29                                                       |                                                          |                                                          |                                                          |                                                          |
| Nummer                                                   | 14                                                       | 14                                                       | 17                                                       | 20                                                       | 24                                                       | 23                                                       | 29                                                       | 31                                                       | 33                                                       | 36                                                       | 34                                                       | 40                                                       | 39                                                       | uit                                                      |                                                          |                                                          |                                                          |